# Romano Malaspina
Romano Eugenio Moroello Botti Malaspina (Venaria Reale, 22 dicembre 1939) è un attore e doppiatore italiano.
Ha lavorato sia per il cinema che per la televisione. Molto attivo nel doppiaggio degli anime, ha doppiato personaggi importanti in UFO Robot Goldrake nel ruolo di Actarus, in Jeeg robot d'acciaio nel ruolo di Hiroshi Shiba, in Getter Robot nel ruolo di Ryoma Nagare, in Gaiking, il robot guerriero nel ruolo di Sanshiro Tsuwabuki, in Ranma ½ nel ruolo di Soun Tendo, in Babar nel ruolo del protagonista omonimo, e in Thundercats nel ruolo di Tygra.

## Biografia
Malaspina, membro dell'omonimo nobile casato tosco-emiliano, passa l'infanzia nelle proprietà di famiglia in Lunigiana. È a Siena che avviene in modo casuale il primo incontro con il teatro. Dopo aver rivelato le proprie intenzioni in famiglia non venne ostacolato, ma nemmeno favorito (la madre gli disse "Ma cosa c'entriamo noi con quel mondo?").
Entrò giovanissimo all'Accademia nazionale d'arte drammatica, dove ebbe tra i suoi insegnanti anche Sergio Tofano. Si diplomò, ma maturò una profonda delusione nei confronti dell'accademia, soprattutto per ciò che riguardava il corpo insegnante.
Lavora nel mondo del doppiaggio prima per la A.R.S., poi alla C.D.C., alla C.V.D. e infine come doppiatore libero. Furio Colombo sente un suo breve doppiaggio e lo sceglie come voce narrante per i suoi reportage della serie Dentro l'America. Grazie ad essi, diviene molto richiesto come speaker, lavorando in numerosi programmi radiofonici della Rai.
Del 1972 il doppiaggio del primo cartone animato, Biancaneve e i sette nani: Malaspina è il Principe, nella riedizione di quell'anno. A seguito di attriti con la cooperativa, l'abbandona. Da allora lavorerà quasi sempre come doppiatore indipendente.
Nel 1978 Ufo Robot Goldrake viene affidato da una funzionaria Rai ad un appaltatore indipendente. Quest'ultimo si mette subito in cerca di voci adatte, in un periodo in cui i doppiatori indipendenti erano ancora pochi.
In un'intervista pubblicata sulla rivista Mangazine N.31 (Gennaio 1994), Malaspina spiegò di essere stato scelto anche per il suo aspetto esteriore: a quei tempi guidava una motocicletta di grossa cilindrata, con casco e stivali, e chi avesse avuto modo di vederlo avrebbe notato una certa somiglianza con Actarus, il protagonista di Goldrake.
Malaspina stesso dichiara di dovere i primi rudimenti della tecnica a Rosalinda Galli, collega nella serie (interpretava Venusia). Ha prestato la sua voce in oltre 50 serie animate. Ha dato voce inoltre a molti attori in sceneggiati televisivi come Il ritorno di Sandokan (a Fabio Testi), e innumerevoli film. È stato la voce narrante nello sceneggiato del 1978 Storie della camorra.
Ha doppiato attori come Roger Moore e Ben Cross e ha doppiato nuovamente Tyrone Power e Humphrey Bogart. Ha prestato la voce al personaggio di Sherlock Holmes, interpretato dall'attore inglese Jeremy Brett nella serie televisiva Le avventure di Sherlock Holmes, andata in onda a cavallo tra gli anni ottanta e novanta. È inoltre la voce di Jeff Goldblum protagonista de La mosca (1986) di David Cronenberg e dell'attore britannico Alan Rickman in Robin Hood - Principe dei ladri (1991), nel ruolo dello sceriffo di Nottingham.
Dal 2003 al 2011 ha prestato la voce al personaggio dell'ispettore Tom Barnaby (John Nettles), capo detective protagonista della serie poliziesca britannica L'ispettore Barnaby (fatta eccezione per la nona stagione, in cui è stato sostituito da Michele Kalamera). È stato il suo ultimo ruolo da protagonista prima del suo ritiro dalla professione avvenuto nel 2015.

## Filmografia

### Cinema
- Equinozio, regia di Maurizio Ponzi (1971)
- 7 scialli di seta gialla, regia di Sergio Pastore (1972)
- La bella Antonia, prima monica e poi dimonia, regia di Mariano Laurenti (1972)
- Il maschio ruspante, regia di Antonio Racioppi (1973)
- I cavalieri che fecero l'impresa, regia di Pupi Avati (2001)
- Se lo fai sono guai, regia di Michele Massimo Tarantini (2001)
- Il cuore altrove, regia di Pupi Avati (2003)
- Gli astronomi, regia di Diego Ronsisvalle (2003)

### Televisione
- Vita di Michelangelo, regia di Silverio Blasi – miniserie TV (1964)
- I racconti del maresciallo, regia di Mario Landi – miniserie TV (1968)
- Liliom, regia di Eros Macchi – film TV (1968)
- Vivere insieme – serie TV, episodio 1x58 (1968)
- Le cinque giornate di Milano – miniserie TV, regia di Leandro Castellani (1970)
- E le stelle stanno a guardare, regia di Anton Giulio Majano – miniserie TV (1971)
- Un certo Marconi, regia di Sandro Bolchi (1974) – film TV

## Doppiaggio

### Cinema
- Jürgen Prochnow in Beverly Hills Cop II - Un piedipiatti a Beverly Hills II, Il paziente inglese, Dark Asylum - Il trucidatore
- Fabio Testi in L'ultima chance, Manaos, Il ritorno di Sandokan, Deserto di fuoco,Giochi d'estate
- Lance Henriksen in Quel pomeriggio di un giorno da cani, Alien³, The Mangler 2
- Peter O'Toole in Il ladro dell'arcobaleno, La ragazza e il professore
- Jeff Goldblum in La mosca, Le avventure acquatiche di Steve Zissou
- Roger Moore in Doppia coppia all'otto di picche, Sherlock Holmes a New York
- Corin Redgrave in Nel nome del padre, Quattro matrimoni e un funerale
- Roy Scheider in The Peacekeeper - Il pacificatore, Missione finale
- Chuck Norris in The Octagon, La polvere degli angeli
- Alan Rickman in Robin Hood - Principe dei ladri, Rasputin - Il demone nero
- Steven Berkoff in The Legionary - Fuga all'inferno, Gioco di donna
- Gabriel Byrne in Excalibur, Il tempo dei cani pazzi
- Ed Begley Jr. in Una strana coppia di suoceri, A Mighty Wind - Amici per la musica
- George Hamilton in L'uomo che amò Gatta Danzante, Off Key - Tre tenori
- Jeffrey Jones in Ed Wood
- Bob Gunton in Nome in codice: Broken Arrow
- Gregory Harrison in Razorback - Oltre l'urlo del demonio
- James Fox in La fabbrica di cioccolato
- Tim Pigott-Smith in Bloody Sunday
- Charles Bronson in I leoni della guerra
- Donald Sutherland in Per fortuna c'è un ladro in famiglia
- Doug Bradley in Hellraiser III - Inferno sulla città
- Val Kilmer in Una vita al massimo
- James Remar in La prova
- William Frankfather in Nata ieri
- Ray Lovelock in Se sei vivo spara
- Nicholas Campbell in Cinderella Man - Una ragione per lottare
- Matt Salinger in Capitan America
- Peter Haskell in La bambola assassina 3
- Bradford Dillman in Gold - Il segno del potere
- Andy Romano in Il fuggitivo
- David Carradine in Anno 2000 - La corsa della morte
- Armand Assante in 1492 - La conquista del paradiso
- John Wayne in McLintock! (ridoppiaggio)
- Don DeFore in Una ragazza in ogni porto
- Marjoe Gortner in Terremoto
- Stacy Keach in L'uomo dai 7 capestri
- Steve Kanaly in Il vento e il leone
- Ti Lung in La mano sinistra della violenza
- David Draper in Cammina, non correre
- Martin Held in Canaris
- Michael York in Normandia: passaporto per morire
- Edward Fox in Il mistero del principe Valiant
- Eric Portman in Gli invasori - 49º parallelo
- Peter Graves in Looney Tunes: Back in Action
- Kazuhiro Yamaji in Inugami - Le divinità maligne

### Televisione
- Richard Chamberlain in Il dottor Kildare, Il conte di Montecristo, Colorado, Brothers & Sisters - Segreti di famiglia
- Gregory Itzin in 24
- Scott Glenn in Detective Monk
- David Birney in Pericolo in agguato
- Robert Conrad in La squadriglia delle pecore nere
- Paul Gleason in Hawaii missione speciale
- Roger Moore in Il Santo
- John Nettles in L'ispettore Barnaby (st. 1-8, 10-13)
- Robert Goulet in La signora in giallo
- William Daniels in Capitan Nice e Crescere, che fatica!
- Powers Boothe in Deadwood
- Jeremy Brett in Le avventure di Sherlock Holmes
- James Laurenson in Spazio 1999
- Eugenio Marinelli in Milagros
- Friedrich von Thun in Il giovane Hitler

### Film d'animazione
- Angelo custode di Pluto in Porgimi la zampa (ed. 1967)
- Principe (parte parlata) in Biancaneve e i sette nani (ed. 1972)
- Narratore in Il signore degli anelli
- Principe Achmed in Aladdin
- Toga, padre di Inuyasha e Sesshomaru in Inuyasha the Movie - La spada del dominatore del mondo
- Megatron/Galvatron in Transformers - The Movie (ridoppiaggio)
- Ultimate Iron Man in Ultimate Avengers e Ultimate Avengers 2
- Re di Midland nella trilogia di Berserk - L'epoca d'oro

### Cartoni animati e anime
- Babar in Babar
- Tygra in Thundercats
- Actarus in Atlas UFO Robot (sia edizione 1978 che edizione 2007)
- Generale De Jarjayes in Lady Oscar
- Poseidone in C'era una volta... Pollon
- M. Bison in Street Fighter II V
- Hiroshi Shiba in Jeeg robot d'acciaio
- Sanshiro Tsuwabuki in Gaiking il robot guerriero
- Ryoma Magare in Getter Robot
- Prima voce di Takeru in Gakeen - Magnetico robot
- Gil Berg in Dangaio
- Soun Tendo in Ranma ½
- Colonnello M'Qve in Gundam (edizione 2004)
- Pharaohman in MegaMan NT Warrior
- Kloppen in Daltanious
- Dr. Willow in Dragon Ball Z - Il più forte del mondo (primo doppiaggio)
- Demostene in Alexander - Cronache di guerra di Alessandro il Grande
- Takuya Mayuzumi in Noein